# Elicitor
Elicitorem v biologii rozumíme sloučeninu, která je schopna stimulovat tvorbu (biosyntézu) jiné sloučeniny uvnitř buněčného organismu (např. v kalusové kultuře). Stimulací je myšlena buď funkční aktivace příslušné sloučeniny, nebo aktivace syntézy žádané sloučeniny. Zatímco hormony jsou obvykle produkty organismu určené k aktivaci biochemických změn na jiném místě stejného organismu, jsou elicitory vnější signální aktivátory k tvorbě příslušné sloučeniny. Elicitory tedy oproti hormonům nejsou obvykle součástí organismu, který žádanou látku produkuje. Příkladem elicitoru je kyselina jasmonová, která stimuluje biosyntézu delta-viniferinu v buněčné kultuře vinné révy. Dalším příkladem elicitoru je chitosan, který se uplatňuje v zemědělství jako přírodní ochránce proti škůdcům rostlin. Mezi důležitá využití elicitorů patří zemědělsko-průmyslová resp. zemědělsko-farmakologická produkce vybraných rostlinných sloučenin.